# Jon Sung-hun
Jon Sung-hun, né le 27 octobre 1951, est un homme politique nord-coréen. Il exerce à deux reprises les fonctions de vice-Premier ministre, du 3 septembre 2003 au 9 avril 2009, et du 18 août 2012 au 9 avril 2014.